# Dionisi d'Eges
Dionisi (en grec antic: Διονύσιος, llatí: Dionysius) va ser un metge de l'antiga Grècia natural d'Eges conegut solament per unes quantes referències de Foci.
Smith es limita a fer constar que va viure abans del segle ix pel fet que l'autor més tardà que el cita és Foci, però aquesta data es pot avançar molt, atès que al segle ix feia temps que Eges romania gairebé abandonada. La Realencyclopädie, per la seva banda, el situa entre els segles iii i i aC.
Fou autor d'una obra intitulada Δικτυακά, on defensava i impugnava alhora cinquanta proposicions preses de la física, de la història natural i de la medicina. Es conserven solament els títols dels capítols de què constava l'obra gràcies a Foci, que els reprodueix de manera gairebé idèntica en dos dels capítols de la seva Biblioteca i que afegeix que el llibre és útil per a la pràctica de la dialèctica, perquè escrivia a favor i en contra de cada proposició.